# Logografie
Als Logografie bzw. Logographie (von altgriechisch λόγος lógos, deutsch ‚Wort, Begriff‘ und γράφειν gráphein ‚schreiben‘, etwa „Schrift aus Wortzeichen“) bezeichnet man eine Art von Schriftzeichensystemen, in denen die Bedeutung der einzelnen Sprachausdrücke durch grafische Zeichen wiedergegeben wird. Diese Schriftzeichen werden Logogramme genannt.
Im Unterschied zu ideografischen oder piktografischen Bilderschriften, in denen mehr oder weniger komplexe Symbole einen Begriff darstellen, ist logografischen Zeichen eine morphemische, Bedeutung tragende Einheit zugeordnet, die aber in der Regel nicht einen ganzen Begriff darstellt. Ein Logogramm stellt einen Begriff dar und besteht in der Regel aus mehreren logografischen Zeichen. Logografische Zeichen sind keine synthetischen, sondern analytische Zeichen, da jedes logografische Element auf eine eigenständige Bedeutung verweist. Von den Alphabet- und den Silbenschriften unterscheiden sie sich dadurch, dass sie kein Graphemsystem darstellen und nicht das Phoneminventar einer gesprochenen Sprache wiedergeben.
Logografien können im Einzelfall unterschiedlich realisiert werden, z. B. bei chinesischen Schriftzeichen. Neben diesen und ihrer Verwendung als Kanji in der japanischen sowie als Hanja in der koreanischen Schrift zählen Teile der ägyptischen Hieroglyphen, der altorientalischen Keilschriften sowie der Maya-Schrift zur Logografie. Ebenso stellen Wortkürzel in der Stenografie ein solches System dar. Das erste Stenografie-System der Neuzeit, die Characterie von Timothy Bright, war eine reine Wortschrift mit durchweg eigenen stenografischen Zeichen und wurde 1588 veröffentlicht.
Keine Logogramme sind Zeichen wie mathematische Symbole (+, −, ×, ÷, %, ±, =, >, <), Währungs- (£, $, ¥, €) und ähnliche Sonderzeichen (&, §, @, #), da diese keine festgelegten minimalen sprachlichen Einheiten (Morpheme) bezeichnen, sondern auf nicht genau bestimmte Weise („plus/und“, „minus/weniger“) und z. T. auch durch Ersetzung komplexer sprachlicher Ausdrücke („geteilt durch/dividiert durch“, „Britisches Pfund“) gelesen werden können.